# Ludomir Laudański
Ludomir Maria Laudański (ur. 18 lipca 1937 we Lwowie, zm. 29 października 2020 w Rzeszowie) – polski inżynier lotniczy i nauczyciel akademicki, prof. dr hab.

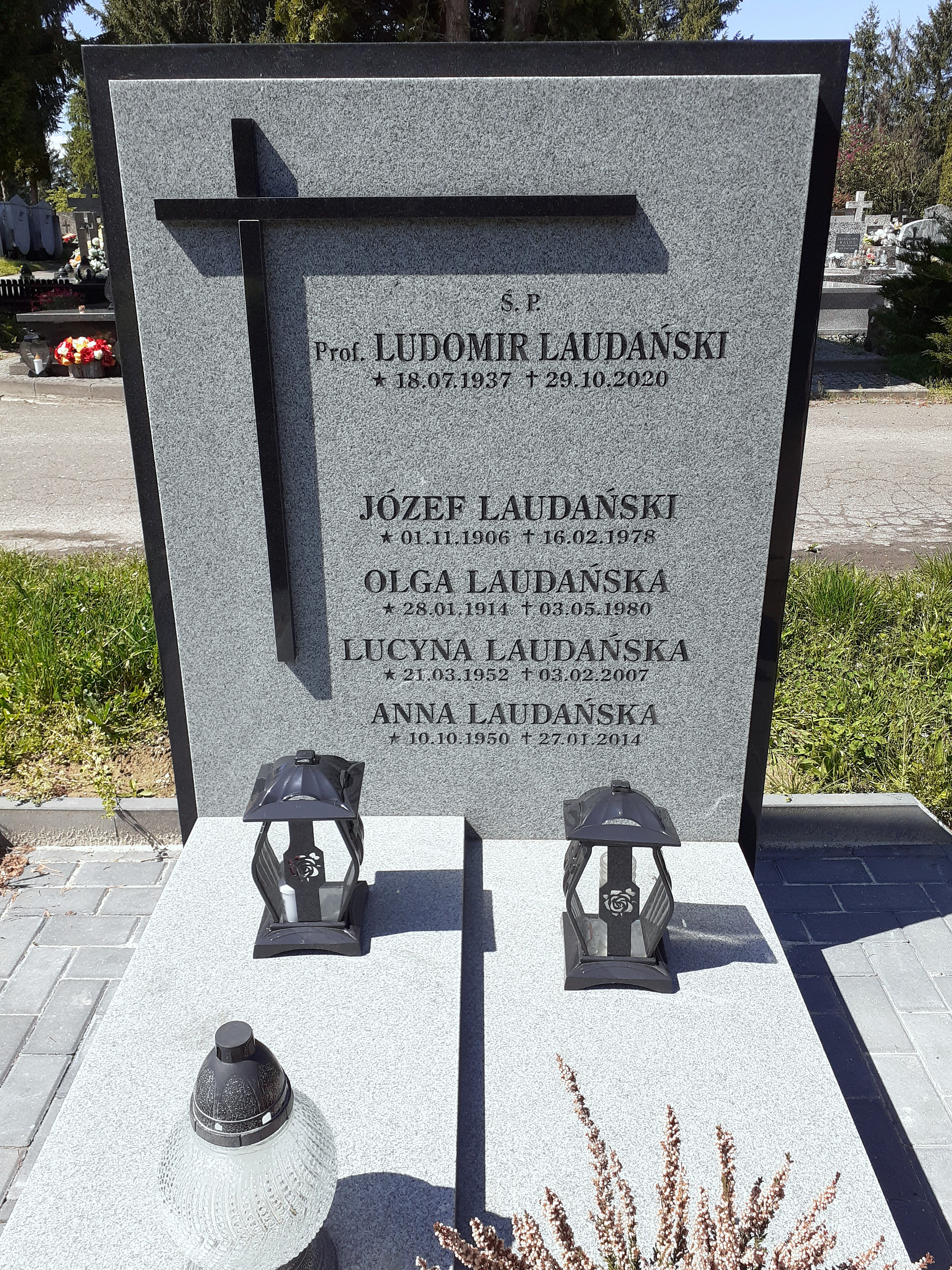
Grobowiec rodzinny Ludomira Laudańskiego

## Życiorys
Syn Józefa i Olgi. Studiował w Politechnice Warszawskiej, w 1971 obronił pracę doktorską, w 1995 uzyskał stopień doktora habilitowanego. 31 października 2007 nadano mu tytuł profesora w zakresie nauk technicznych. Został zatrudniony na stanowisku profesora w Katedrze Samolotów i Silników Lotniczych na Wydziale Budowy Maszyn i Lotnictwa Politechnice Rzeszowskiej im. Ignacego Łukasiewicza, w Instytucie Mechatroniki Państwowej Wyższej Szkole Wschodnioeuropejskiej w Przemyślu, oraz w Instytucie Ekonomii i Zarządzania Państwowej Wyższej Szkole Techniczno-Ekonomicznej im. ks. Bronisława Markiewicza w Jarosławiu.
Był profesorem nadzwyczajnym i kierownikiem w Katedrze Metod Ilościowych w Ekonomii na Wydziale Zarządzania i Marketingu Politechnice Rzeszowskiej im. Ignacego Łukasiewicza.
Zmarł 29 października 2020. Został pochowany na Cmentarzu Wilkowyja w Rzeszowie.